# Phoiniké
Phoiniké (Φοινίκη) ókori görög romváros Albánia délnyugati részén, Delvina kerületben, a Finiq falu határában álló 272 méter magas dombon. Az antik Görögország, azon belül Épeirosz jelentős erődített városa volt.
A települést feltehetőleg az i. e. 6–5. században alapították, de a legtávolabbi múltba visszanyúló régészeti leletek csupán az i. e. 4. századra datálhatóak. Az i. e. 3. században az Epiruszi Királyság legjelentősebb városa, a khaoneszek törzsi területeként számon tartott Khaónia székhelye volt. A hatalmas akropolisz falainak hosszúsága hétszeresen meghaladta a korabeli Athénéét. Gazdag kereskedők lakták, s a városnak saját kikötője is volt a közeli Ankhiszészban (kb. 8 km-re délnyugatra, a mai Saranda területén). Teuta királyné illírjei az i. e. 230-ban megvívott illír–epiróta háború során ideiglenesel elfoglalták a várost, lakóit rabszolgának hurcolták el. Az első makedón háború idején (i. e. 215–205) lakói igyekeztek közvetíteni a hadban álló felek között, s itt kötötték meg a rómaiak, a makedónok, az epiróták és az aitóliaiak i. e. 205-ben a háborút lezáró békét. 
Az i. e. 2. században élt Polübiosz még Épeirosz leggazdagabb és legjobban védett városaként írt Phoinikéről, amely a római uralom idején – Phoenice néven – fokozatosan elveszítette jelentőségét. Az 5. században ugyan kora keresztény vallási központ lett, a város püspöke 431-ben részt vett az epheszoszi zsinaton is, de a település a középkorra elnéptelenedett.
Az első ásatásokat az olasz Luigi Ugolini végezte a területen, ő tárta fel az erődítés és egy kisebb templom maradványait. Ma albán és olasz régészek közösen dolgoznak Phoiniké feltárásán. Az akropolisz és a kincstár falai mellett leginkább lakóépületek alapjai, emellett egy 6. századi keresztény templomnak és színháznak az 1960-as években felfedezett maradványai láthatóak.